# Дзафу

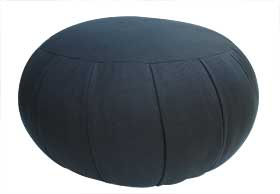
Дзафу

Дзафу (яп. 座蒲, кит. 蒲团) — японская круглая подушка для сидения, используемая во время медитации в дзэн-буддизме.
Дзафу имеет форму шара диаметром 35-45 см. Её туго набивают хлопчатобумажным пухом или гречишной шелухой, поэтому она сохраняет толщину 6-10 см, даже когда на ней сидят. Дзафу приподнимает таз человека, благодаря чему можно принимать правильную позу во время дзадзэна без напряжения.